# Julius Hesemann
Julius Richard August Hesemann (* 29. Juli 1901 in Hannover; † 1980) war ein deutscher Geologe, besonders als Pionier der Geschiebekunde bekannt.

## Leben
Hesemann wurde 1927 an der TH Hannover in Geologie promoviert über Eisenerze des Devons im Harz. Er war danach ab 1927 bei der Preußischen Geologischen Landesanstalt in Berlin in der geologischen Kartierung und begann seine Forschungen zu Geschieben, die als Leitmarken für die Kartierung und Datierung der Moränen der Eisvorstösse aus Skandinavien während der quartären Eiszeiten dienen. Er führte dazu die Hesemann-Formel ein, der auf einer Einteilung Skandinaviens in 4 Zonen beruht (Zone I:Bereich Aland, Finnland, Lappland, Zone II: Dalarna, Gebiet um Stockholm, mittlere Ostsee, Zone III: Südschweden, südliche Ostsee, Zone IV: Norwegen). Seine Methode wurde später von Gerd Lüttig und niederländischen Geologen verfeinert.
1959 wurde er Leiter des Geologischen Dienstes von Nordrhein-Westfalen in Krefeld. 1966 wurde er pensioniert. Er war auch ab 1961 Professor an der Universität zu Köln.

## Schriften
- Die devonischen Eisenerze des Mittelharzes (= Abhandlungen zur praktischen Geologie und Bergwirtschaftslehre. Band 10, ZDB-ID 501309-4). Knapp, Halle 1927.
- Quantitative Geschiebebestimmungen im norddeutschen Diluvium. In: Jahrbuch der Preußischen Geologischen Landesanstalt zu Berlin. Neue Folge, Band 51, 1931, ISSN 0368-1262, S. 714–758.
- Ergebnisse und Aussichten einiger Methoden zur Feststellung der Verteilung kristalliner Leitgeschiebe. In: Jahrbuch der Preußischen Geologischen Landesanstalt zu Berlin. Neue Folge, Band 55, 1934, S. 1–27.
- Zur Petrographie einiger kristalliner nordischer Leitgeschiebe (= Abhandlungen der Preußischen Geologischen Landesanstalt. Neue Folge, Band 173, ZDB-ID 504585-x). Preußische Geologische Landesanstalt, Berlin 1936.
- Kristalline Geschiebe der nordischen Vereisungen. Geologisches Landesamt Nordrhein-Westfalen, Krefeld 1975 (Aktualisierung seines Buches von 1936, unter Geschiebespezialisten als rotes Buch bekannt, im Gegensatz zum grünen Buch von 1936).
- als Herausgeber: Der Mitteldevon des Rheinischen Schiefergebirges. Ein Symposium (= Fortschritte in der Geologie von Rheinland und Westfalen. Band 9). Geologisches Landesamt Nordrhein-Westfalen, Krefeld 1965.
- Geologie Nordrhein-Westfalens (= Bochumer Geographische Arbeiten. Sonderreihe 2). Schöningh, Paderborn 1975, ISBN 3-506-71222-5.
- Geologie. eine Einführung in erdgeschichtliche Vorgänge und Erscheinungen (= Uni-Taschenbücher. Geowissenschaften, Geographie, Biologie 777). Schöningh, Paderborn u. a. 1978, ISBN 3-506-99190-6.